# Weltgipfel
Als Weltgipfel werden internationale Konferenzen bezeichnet, die von UN-Organisationen veranstaltet werden. Sie dienen der internationalen Staatengemeinschaft dazu, aktuelle globalpolitisch relevante Themen zu diskutieren und Abkommen auszuhandeln. Unter dem Einfluss der Globalisierung nimmt ihre Bedeutung als Steuerungsinstrumente für globalpolitische Prozesse seit den 90er Jahren zu.
Wichtige Weltgipfel waren:
- 1972: Konferenz der Vereinten Nationen über die Umwelt des Menschen (UNCHE) in Stockholm
- 1992: Konferenz der Vereinten Nationen über Umwelt und Entwicklung (UNCED) in Rio de Janeiro

Im Anschluss an Rio wurden bisher 14 Klimagipfel abgehalten: Berlin 1995, Genf 1996,
Kyoto 1997, Buenos Aires 1998, Bonn 1999, Den Haag 2000 (fortgesetzt in Bonn 2001), Marrakesch 2001,
Neu Delhi 2002, Mailand 2003, Buenos Aires 2004, Montreal 2005, Nairobi 2006, Bali 2007, Posen 2008, Kopenhagen 2009
- 1993: Weltkonferenz über Menschenrechte

kurz Weltmenschenrechtskonferenz in Wien
- 1994: Weltbevölkerungskonferenz

Internationale Konferenz über Bevölkerung und Entwicklung in Kairo
- 1995: Weltgipfel für soziale Entwicklung

kurz Weltsozialgipfel in Kopenhagen
- 1995: Weltfrauengipfel in Peking
- 1996: Zweite Konferenz der Vereinten Nationen über Wohn- und Siedlungswesen

kurz Weltsiedlungsgipfel in Istanbul
- 1996: Welternährungsgipfel in Rom
- 2000: Millennium-Gipfel

6. – 8. September 2000 in New York, siehe Millenniumsziele
- 2001: Weltkonferenz gegen Rassismus, rassistische Diskriminierung, Fremdenfeindlichkeit und damit zusammenhängende Intoleranz

in Durban, siehe Weltrassismuskonferenz
- 2002: Weltgipfel für nachhaltige Entwicklung in Johannesburg
- 2002: United Nations International Conference on Financing for Development (FfD)

UN-Konferenz zur Entwicklungsfinanzierung in Monterrey, siehe Monterrey-Konsensus
- 2003: World Summit on the Information Society (WSIS)

Weltgipfel über die Informationsgesellschaft (1. Teil) in Genf
- 2005: World Summit on the Information Society (WSIS)

Weltgipfel über die Informationsgesellschaft (2. Teil) in Tunis
- 2005: 2005 World Summit

Follow-up zum Millennium-Gipfel in New York
- 2012: Konferenz der Vereinten Nationen über nachhaltige Entwicklung in Rio de Janeiro
- 2014: Klimagipfel 2014
- 2015: UN-Konferenz zur Entwicklungsfinanzierung in Addis Abeba
- 2015: Weltgipfel für nachhaltige Entwicklung 2015